# Medicago medicaginoides
Medicago medicaginoides — вид квіткових рослин з родини бобових (Fabaceae).

## Морфологічна характеристика
Рослина слабо притиснуто-волосиста, часто розгалужені від основи. Стебла прямі або висхідно-прямі, 5–30 см. Листочки голі, довгасті чи обернено-яйцеподібні, зубчасті, 5–12 × 3–8 мм. Суцвіття зонтикоподібні, 2-квіткові. Чашечка дзвоникоподібна, 4–5 мм; зубці лінійно-шилоподібні, дещо довші за трубку. Віночок жовтий, 4.5–6 мм. Боби лінійні, стиснуті, прямовисні, дещо зігнуті, 15–35 × 1.5–2 мм, 10–14 насінин. Насіння ромбувато-циліндричне, 2.5 × 1 мм, горбкувате.

## Поширення
Росте на півдні Європи (Болгарія, Хорватія, Греція, Україна), у західній і центральній Азії (Казахстан, Киргизстан, Монголія, Південний Кавказ, Таджикистан, Туреччина, Туркменістан, Узбекистан, Сіньцзян). Населяє різні типи ґрунтів у різноманітних середовищах існування, включаючи перелоги та оброблені поля, пасовища, степ, кам’янисті схили, гравійні річкові тераси та уступи вапнякових скель.
В Україні вид росте на кам'янистих схилах — у гірському Криму, рідко.

## Використання
M. medicaginoides є потенційним донором генів для культивованої люцерни M. sativa ssp. sativa.